# Rifugi del Club Alpino Italiano

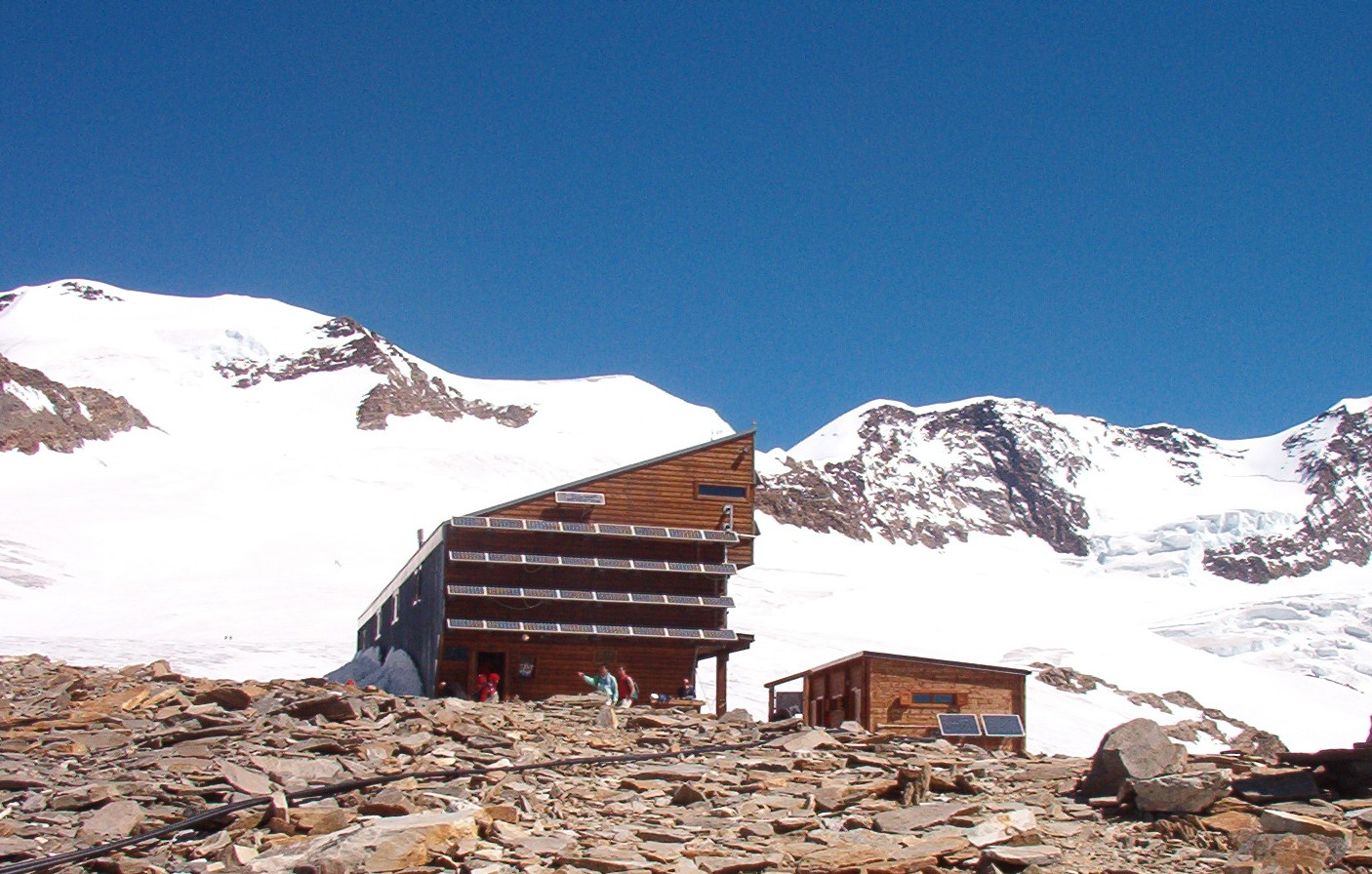
Il Rifugio Quintino Sella al Felik.

Il presente elenco raccoglie la lista dei rifugi gestiti del Club Alpino Italiano.

## Caratteristiche
Sono più di 700 le strutture alpine del Club Alpino Italiano. All'interno di esse si distingue tra strutture gestite (ovvero rifugi con gestore) e strutture non gestite (bivacchi, capanne sociali, punti d'appoggio, ricoveri e rifugi senza gestore ma condotti direttamente dalla sezione di appartenenza).
Lo scopo principale di queste strutture gestite è quello di fungere da punto di partenza per le ascensioni presenti nella zona oppure da punto di passaggio di traversate. Esse hanno normalmente un periodo durante il quale il gestore è presente nella struttura e fornisce i servizi essenziali di vitto e di alloggio. Negli altri periodi una parte della struttura funge da ricovero di emergenza.
Esse si trovano principalmente sulle Alpi, ma in numero minore sono presenti anche negli Appennini.

## Rifugi gestiti
| Rifugio                        | Altezza | Sezione alpina o gruppo montuoso  | Regione               | Categoria |
| ------------------------------ | ------- | --------------------------------- | --------------------- | --------- |
| 7º Alpini                      | 1.502   | Dolomiti                          | Veneto                | C         |
| Abate Antonio Carestia         | 2.201   | Alpi Pennine                      | Piemonte              | D         |
| Albani Luigi                   | 1.939   | Alpi e Prealpi Bergamasche        | Lombardia             | C         |
| Allavena Franco                | 1.545   | Alpi Liguri                       | Liguria               | A         |
| Allievi-Bonacossa              | 2.385   | Alpi Retiche occidentali          | Lombardia             | D         |
| Alpe Corte                     | 1.410   | Alpi e Prealpi Bergamasche        | Lombardia             | C         |
| Alpe il Laghetto               | 2.046   | Alpi Lepontine                    | Piemonte              | C         |
| Alpe Scoggione                 | 1.575   | Alpi e Prealpi Bergamasche        | Lombardia             | C         |
| Alpetto                        | 2.268   | Alpi Cozie                        | Piemonte              | C         |
| Alpinisti Monzesi              | 1.173   | Alpi e Prealpi Bergamasche        | Lombardia             | C         |
| Amprimo Oneglio                | 1.385   | Alpi Cozie                        | Piemonte              | C         |
| Andolla                        | 2.061   | Alpi Pennine                      | Piemonte              | C         |
| Aosta                          | 2.788   | Alpi Pennine                      | Valle d'Aosta         | E         |
| Auronzo                        | 2.320   | Dolomiti                          | Veneto                | A         |
| Baion                          | 1.800   | Dolomiti                          | Veneto                | A         |
| Baita Iseo                     | 1.335   | Alpi e Prealpi Bergamasche        | Lombardia             | C         |
| Baita Golla                    | 1.756   | Alpi e Prealpi Bergamasche        | Lombardia             | A         |
| Baita Omegna                   | 1.405   | Alpi Pennine                      | Piemonte              | A         |
| Balma                          | 1.986   | Alpi Cozie                        | Piemonte              | D         |
| Barana Gaetano al Telegrafo    | 2.147   | Prealpi Bresciane e Gardesane     | Veneto                | C         |
| Barba-Ferrero                  | 2.250   | Alpi Pennine                      | Piemonte              | C         |
| Barbara                        | 1.753   | Alpi Cozie                        | Piemonte              | A         |
| Baroni                         | 2.295   | Alpi e Prealpi Bergamasche        | Lombardia             | D         |
| Battisti Cesare                | 1.265   | Prealpi Venete                    | Veneto                | A         |
| Battisti Cesare                | 1.761   | Appennino settentrionale          | Emilia-Romagna        | C         |
| Benevolo                       | 2.287   | Alpi Graie                        | Valle d'Aosta         | C         |
| Benigni Cesare                 | 2.222   | Alpi e Prealpi Bergamasche        | Lombardia             | C         |
| Bergamo al Principe            | 2.134   | Dolomiti                          | Trentino-Alto Adige   | D         |
| Berni Arnaldo                  | 2.541   | Alpi Retiche meridionali          | Lombardia             | A         |
| Bertacchi Giovanni             | 2.175   | Alpi Retiche occidentali          | Lombardia             | C         |
| Berti Antonio                  | 1.950   | Dolomiti                          | Veneto                | C         |
| Bianco Dante Livio             | 1.910   | Alpi Marittime e Prealpi di Nizza | Piemonte              | D         |
| Biasi Gino al Bicchiere        | 3.195   | Alpi Retiche orientali            | Trentino-Alto Adige   | E         |
| Bietti-Buzzi                   | 1.719   | Alpi e Prealpi Bergamasche        | Lombardia             | C         |
| Bignami Roberto                | 2.401   | Alpi Retiche occidentali          | Lombardia             | C         |
| Boccalatte                     | 2.803   | Alpi Graie                        | Valle d'Aosta         | E         |
| Boè                            | 2.871   | Dolomiti                          | Trentino-Alto Adige   | D         |
| Boffalora Majerna              | 1.685   | Alpi Pennine                      | Piemonte              | C         |
| Bogani Arnaldo                 | 1.816   | Alpi e Prealpi Bergamasche        | Lombardia             | C         |
| Bolzano                        | 2.457   | Dolomiti                          | Trentino-Alto Adige   | C         |
| Bonasson Primo                 | 1.925   | Alpi Lepontine                    | Piemonte              | D         |
| Borletti Aldo e Vanni          | 2.188   | Alpi Retiche meridionali          | Trentino-Alto Adige   | C         |
| Bosio-Galli                    | 2.086   | Alpi Retiche occidentali          | Lombardia             | C         |
| Boz                            | 1.718   | Dolomiti                          | Veneto                | C         |
| Bozano Lorenzo                 | 2.453   | Alpi Marittime e Prealpi di Nizza | Piemonte              | C         |
| Bozzi                          | 2.478   | Alpi Retiche meridionali          | Lombardia             | C         |
| Branca Cesare                  | 2.487   | Alpi Retiche meridionali          | Lombardia             | C         |
| Brasca Luigi                   | 1.304   | Alpi Retiche occidentali          | Lombardia             | C         |
| Brentei                        | 2.182   | Alpi Retiche meridionali          | Trentino-Alto Adige   | D         |
| Brigata Tridentina             | 2.441   | Alpi dei Tauri occidentali        | Trentino-Alto Adige   | D         |
| Brusa Perona Renato            | 1.531   | Alpi Pennine                      | Piemonte              | C         |
| Buzzoni Giuseppe               | 1.650   | Alpi e Prealpi Bergamasche        | Lombardia             | C         |
| Caduti dell'Adamello           | 3.040   | Alpi Retiche meridionali          | Trentino-Alto Adige   | E         |
| Cai Saronno                    | 1.827   | Alpi Pennine                      | Piemonte              | B         |
| Calciati Cesare al Tribulaun   | 2.369   | Alpi Retiche orientali            | Trentino-Alto Adige   | C         |
| Calvi (fratelli)               | 2.015   | Alpi e Prealpi Bergamasche        | Lombardia             | C         |
| Calvi Fortunato                | 2.167   | Alpi Carniche e della Gail        | Friuli-Venezia Giulia | C         |
| Canziani Umberto               | 2.561   | Alpi Retiche meridionali          | Trentino-Alto Adige   | C         |
| Carate Brianza                 | 2.636   | Alpi Retiche occidentali          | Lombardia             | D         |
| Carducci                       | 2.297   | Dolomiti                          | Veneto                | D         |
| Carestiato                     | 1.834   | Dolomiti                          | Veneto                | C         |
| Carrara                        | 1.320   | Appennino settentrionale          | Toscana               | A         |
| Casati Gianni                  | 3.269   | Alpi Retiche meridionali          | Lombardia             | E         |
| Castelnuovo Dante "al Cedo"    | 1.560   | Alpi Lepontine                    | Piemonte              | A         |
| Castiglioni Enrico             | 1.640   | Alpi Lepontine                    | Piemonte              | C         |
| Cavazza Franco al Pisciadù     | 2.585   | Dolomiti                          | Trentino-Alto Adige   | C         |
| Chiarella Franco               | 2.979   | Alpi Pennine                      | Valle d'Aosta         | D         |
| Chiavenna                      | 2.044   | Alpi Retiche occidentali          | Lombardia             | C         |
| Chiusa al Campaccio            | 1.923   | Alpi Retiche orientali            | Trentino-Alto Adige   | C         |
| Cibrario Luigi                 | 2.616   | Alpi Graie                        | Piemonte              | D         |
| Cima Fiammante                 | 2.259   | Alpi Retiche orientali            | Trentino-Alto Adige   | D         |
| Cima Libera                    | 3.145   | Alpi Retiche orientali            | Trentino-Alto Adige   | E         |
| Citelli Salvatore              | 1.741   | Etna                              | Sicilia               | A         |
| Città di Arona                 | 1.753   | Alpi Lepontine                    | Piemonte              | C         |
| Città di Bressanone alla Plose | 2.446   | Dolomiti                          | Trentino-Alto Adige   | C         |
| Città di Busto                 | 2.480   | Alpi Lepontine                    | Piemonte              | C         |
| Città di Carpi                 | 2.110   | Dolomiti                          | Veneto                | C         |
| Città di Chivasso              | 2.604   | Alpi Graie                        | Valle d'Aosta         | C         |
| Città di Fiume                 | 1.917   | Dolomiti                          | Veneto                | C         |
| Città di Forlì                 | 1.452   | Appennino settentrionale          | Emilia-Romagna        | A         |
| Città di Lissone               | 2.017   | Alpi Retiche meridionali          | Lombardia             | C         |
| Città di Mantova               | 3.498   | Alpi Pennine                      | Valle d'Aosta         | D         |
| Città di Milano                | 2.581   | Alpi Retiche meridionali          | Trentino-Alto Adige   | B         |
| Città di Mortara               | 1.945   | Alpi Pennine                      | Piemonte              | C         |
| Città di Novara                | 1.474   | Alpi Pennine                      | Piemonte              | A         |
| Città di Vigevano              | 2.864   | Alpi Pennine                      | Piemonte              | C         |
| Coca                           | 1.892   | Alpi e Prealpi Bergamasche        | Lombardia             | D         |
| Coda Agostino e Delfo          | 2.280   | Alpi Pennine                      | Piemonte              | C         |
| Corno del Renon di Sopra       | 2.259   | Alpi Retiche orientali            | Trentino-Alto Adige   | C         |
| Corsi Guido                    | 1.871   | Alpi e Prealpi Giulie             | Friuli-Venezia Giulia | C         |
| Corsi Nino                     | 2.265   | Alpi Retiche meridionali          | Trentino-Alto Adige   | D         |
| Cremona alla Stua              | 2.423   | Alpi Retiche orientali            | Trentino-Alto Adige   | C         |
| Crête Sèche                    | 2.398   | Alpi Pennine                      | Valle d'Aosta         | C         |
| Croda da Lago                  | 2.046   | Dolomiti                          | Veneto                | C         |
| Crosta Pietro                  | 1.751   | Alpi Lepontine                    | Piemonte              | C         |
| Curò Antonio                   | 1.895   | Alpi e Prealpi Bergamasche        | Lombardia             | C         |
| Dalmazzi Cesare al Triolet     | 2.590   | Alpi Graie                        | Valle d'Aosta         | D         |
| Daviso Paolo                   | 2.280   | Alpi Graie                        | Piemonte              | D         |
| De Alexandris-Foches           | 1.910   | Alpi Marittime e Prealpi di Nizza | Piemonte              | C         |
| De Gasperi fratelli            | 1.770   | Alpi Carniche e della Gail        | Friuli-Venezia Giulia | C         |
| Deffeyes Alberto               | 2.494   | Alpi Graie                        | Valle d'Aosta         | C         |
| Devoto Antonio                 | 0.956   | Appennino settentrionale          | Liguria               | A         |
| Di Brazza Giacomo              | 1.660   | Alpi e Prealpi Giulie             | Friuli-Venezia Giulia | C         |
| Divisione Julia                | 1.162   | Alpi e Prealpi Giulie             | Friuli-Venezia Giulia | A         |
| Duca degli Abruzzi             | 2.388   | Appennino centrale                | Abruzzo               | C         |
| Elisa                          | 1.515   | Alpi e Prealpi Bergamasche        | Lombardia             | C         |
| Fabiani Pietro                 | 1.539   | Alpi Carniche e della Gail        | Friuli-Venezia Giulia | C         |
| Falier Onorio                  | 2.074   | Dolomiti                          | Veneto                | C         |
| Fantoli Antonio                | 1.000   | Alpi Lepontine                    | Piemonte              | A         |
| Federico in Val Dosdè          | 2.133   | Alpi Retiche occidentali          | Lombardia             | C         |
| Ferioli Santino                | 2.264   | Alpi Pennine                      | Piemonte              | C         |
| Ferreri Eugenio                | 2.207   | Alpi Graie                        | Piemonte              | D         |
| Firenze                        | 2.037   | Dolomiti                          | Trentino-Alto Adige   | B         |
| Flaiban-Pacherini              | 1.587   | Alpi Carniche e della Gail        | Friuli-Venezia Giulia | C         |
| Fonda-Savio                    | 2.367   | Dolomiti                          | Veneto                | C         |
| Forcella Vallaga               | 2.471   | Alpi Retiche orientali            | Trentino-Alto Adige   | C         |
| Fraccaroli Mario               | 2.230   | Prealpi Venete                    | Trentino-Alto Adige   | C         |
| Franchetti Carlo               | 2.433   | Appennino centrale                | Abruzzo               | C         |
| Fratelli Longo                 | 2.026   | Alpi e Prealpi Bergamasche        | Lombardia             | C         |
| Fronza Aleardo                 | 2.337   | Dolomiti                          | Trentino-Alto Adige   | B         |
| Galassi                        | 2.018   | Dolomiti                          | Veneto                | C         |
| Gambino Patrik                 | 1.010   | Alpi Marittime e Prealpi di Nizza | Liguria               | C         |
| Gardetta                       | 2.335   | Alpi Cozie                        | Piemonte              | C         |
| Garelli Piero                  | 1.970   | Alpi Liguri                       | Piemonte              | C         |
| Garibaldi Giuseppe             | 2.231   | Gran Sasso d'Italia               | Abruzzo               | C         |
| Garibaldi Giuseppe             | 2.550   | Alpi Retiche meridionali          | Lombardia             | D         |
| Gastaldi Bartolomeo            | 2.659   | Alpi Graie                        | Piemonte              | C         |
| Genova                         | 2.306   | Dolomiti                          | Trentino-Alto Adige   | C         |
| Genova-Figari                  | 2.015   | Alpi Marittime e Prealpi di Nizza | Piemonte              | C         |
| Gherardi                       | 1.650   | Alpi e Prealpi Bergamasche        | Lombardia             | C         |
| Giacoletti Vitale              | 2.741   | Alpi Cozie                        | Piemonte              | C         |
| Giaf                           | 1.400   | Alpi Carniche e della Gail        | Friuli-Venezia Giulia | C         |
| Gianetti Luigi                 | 2.534   | Alpi Retiche occidentali          | Lombardia             | D         |
| Gilberti Celso                 | 1.859   | Alpi e Prealpi Giulie             | Friuli-Venezia Giulia | C         |
| Giogo Lungo                    | 2.603   | Alpi dei Tauri occidentali        | Trentino-Alto Adige   | D         |
| Giussani Camillo               | 2.580   | Dolomiti                          | Veneto                | C         |
| Gnifetti Giovanni              | 3.647   | Alpi Pennine                      | Valle d'Aosta         | D         |
| Gimont                         | 2.035   | Alpi Cozie                        | Piemonte              | A         |
| Gnutti Serafino                | 2.166   | Alpi Retiche meridionali          | Lombardia             | D         |
| Gonella Francesco              | 3.071   | Alpi Graie                        | Valle d'Aosta         | E         |
| Granero                        | 2.377   | Alpi Cozie                        | Piemonte              | D         |
| Grauzaria                      | 1.250   | Alpi Carniche e della Gail        | Friuli-Venezia Giulia | C         |
| Grego Fratelli                 | 1.390   | Alpi e Prealpi Giulie             | Friuli-Venezia Giulia | C         |
| Havis De Giorgio               | 1.761   | Alpi Liguri                       | Piemonte              | C         |
| Jervis Willy                   | 1.732   | Alpi Cozie                        | Piemonte              | C         |
| Kostner Franz                  | 2.536   | Dolomiti                          | Trentino-Alto Adige   | C         |
| Laeng Gualtiero                | 1.760   | Alpi e Prealpi Bergamasche        | Lombardia             | C         |
| Laghi Gemelli                  | 1.968   | Alpi e Prealpi Bergamasche        | Lombardia             | C         |
| Lago Verde                     | 2.583   | Alpi Cozie                        | Piemonte              | C         |
| Lecco                          | 1.779   | Alpi e Prealpi Bergamasche        | Lombardia             | C         |
| Leonesi                        | 2.909   | Alpi Graie                        | Piemonte              | D         |
| Levi Molinari                  | 1.850   | Alpi Cozie                        | Piemonte              | A         |
| Locatelli Antonio              | 2.450   | Dolomiti                          | Trentino-Alto Adige   | C         |
| Longoni Antonio ed Elia        | 2.450   | Alpi Retiche occidentali          | Lombardia             | C         |
| Malinvern                      | 1.836   | Alpi Marittime e Prealpi di Nizza | Piemonte              | C         |
| Mambretti Luigi                | 2.004   | Alpi e Prealpi Bergamasche        | Lombardia             | D         |
| Maniago                        | 1.730   | Alpi Carniche e della Gail        | Friuli-Venezia Giulia | C         |
| Marco e Rosa                   | 3.609   | Alpi Retiche occidentali          | Lombardia             | E         |
| Margaroli Eugenio              | 2.197   | Alpi Lepontine                    | Piemonte              | D         |
| Maria e Franco                 | 2.574   | Alpi Retiche meridionali          | Lombardia             | D         |
| Maria Luisa                    | 2.157   | Alpi Lepontine                    | Piemonte              | A         |
| Marinelli Bombardieri          | 2.813   | Alpi Retiche occidentali          | Lombardia             | E         |
| Marinelli Giovanni e Olinto    | 2.120   | Alpi Carniche e della Gail        | Friuli-Venezia Giulia | C         |
| Marini Giuliano                | 1.600   | Appennino siculo                  | Sicilia               | A         |
| Mariotti Giovanni              | 1.507   | Appennino settentrionale          | Emilia-Romagna        | C         |
| Melano                         | 1.060   | Alpi Cozie                        | Piemonte              | C         |
| Menaggio                       | 1.383   | Prealpi Luganesi                  | Lombardia             | C         |
| Mezzalama Ottorino             | 3.036   | Alpi Pennine                      | Valle d'Aosta         | D         |
| Migliorero Guglielmo           | 2.094   | Alpi Marittime e Prealpi di Nizza | Piemonte              | C         |
| Mongioie                       | 1.520   | Alpi Liguri                       | Piemonte              | C         |
| Monte Barone                   | 1.610   | Alpi Pennine                      | Piemonte              | C         |
| Monte Bianco                   | 1.700   | Alpi Graie                        | Valle d'Aosta         | A         |
| Morelli Buzzi                  | 2.351   | Alpi Marittime e Prealpi di Nizza | Piemonte              | D         |
| Muzio Guido                    | 1.667   | Alpi Graie                        | Piemonte              | A         |
| Nacamuli al Col Collon         | 2.818   | Alpi Pennine                      | Valle d'Aosta         | D         |
| Nuvolau                        | 2.574   | Dolomiti                          | Veneto                | C         |
| Oberto Gaspare-Maroli Paolo    | 2.796   | Alpi Pennine                      | Piemonte              | B         |
| Occhi Sandro                   | 1.930   | Alpi Retiche meridionali          | Lombardia             | C         |
| Olmo Rino                      | 1.819   | Alpi e Prealpi Bergamasche        | Lombardia             | C         |
| Oltreadige al Roen             | 1.773   | Alpi Retiche meridionali          | Trentino-Alto Adige   | C         |
| Paci Mario                     | 0.903   | Appennino centrale                | Marche                | A         |
| Pacini                         | 1.001   | Appennino settentrionale          | Toscana               | A         |
| Pagarì                         | 2.627   | Alpi Marittime e Prealpi di Nizza | Piemonte              | E         |
| Papa Achille                   | 1.928   | Prealpi Venete                    | Veneto                | C         |
| Passo Sella                    | 2.213   | Dolomiti                          | Trentino-Alto Adige   | A         |
| Pastore Francesco              | 1.575   | Alpi Pennine                      | Piemonte              | C         |
| Payer                          | 3.029   | Alpi Retiche meridionali          | Trentino-Alto Adige   | E         |
| Pellarini Luigi                | 1.499   | Alpi e Prealpi Giulie             | Friuli-Venezia Giulia | C         |
| Pelizzo Guglielmo              | 1.320   | Alpi e Prealpi Giulie             | Friuli-Venezia Giulia | A         |
| Petrarca Francesco             | 2.875   | Alpi Retiche orientali            | Trentino-Alto Adige   | D         |
| Pian Cavallone                 | 1.528   | Alpi Lepontine                    | Piemonte              | C         |
| Pian delle Bosse               | 0.841   | Alpi Liguri                       | Liguria               | C         |
| Piazza Bruno                   | 1.052   | Alpi Graie                        | Piemonte              | C         |
| Pio XI                         | 2.542   | Alpi Retiche orientali            | Trentino-Alto Adige   | C         |
| Pizzini Frattola               | 2.706   | Alpi Retiche meridionali          | Lombardia             | C         |
| Plan                           | 2.989   | Alpi Retiche orientali            | Trentino-Alto Adige   | D         |
| Pomilio Bruno                  | 1.980   | Appennino centrale                | Abruzzo               | A         |
| Pordenone                      | 1.249   | Alpi Carniche e della Gail        | Friuli-Venezia Giulia | A         |
| Porta Franca                   | 1.580   | Appennino settentrionale          | Toscana               | C         |
| Prudenzini Paolo               | 2.235   | Alpi Retiche meridionali          | Lombardia             | D         |
| Puez                           | 2.475   | Dolomiti                          | Trentino-Alto Adige   | C         |
| Pussa                          | 0.930   | Alpi Carniche e della Gail        | Friuli-Venezia Giulia | A         |
| Questa Emilio                  | 2.388   | Alpi Marittime e Prealpi di Nizza | Piemonte              | C         |
| Quinto Alpini                  | 2.877   | Alpi Retiche meridionali          | Lombardia             | D         |
| Regina Margherita              | 4.559   | Alpi Pennine                      | Piemonte              | E         |
| Remondino Franco               | 2.430   | Alpi Marittime e Prealpi di Nizza | Piemonte              | C         |
| Rey Guido                      | 1.761   | Alpi Cozie                        | Piemonte              | C         |
| Rinaldi Massimo                | 2.108   | Appennino centrale                | Lazio                 | C         |
| Rivetti Alfredo                | 2.150   | Alpi Pennine                      | Piemonte              | D         |
| Sapienza Giovanni              | 1.910   | Etna                              | Sicilia               | A         |
| Savigliano                     | 1.743   | Alpi Cozie                        | Piemonte              | A         |
| Sebastiani Angelo              | 1.820   | Appennino centrale                | Lazio                 | A         |
| Sebastiani Vincenzo            | 2.102   | Appennino centrale                | Abruzzo               | C         |
| Sella Quintino al Monviso      | 2.640   | Alpi Cozie                        | Piemonte              | E         |
| Sella Quintino al Felik        | 3.585   | Alpi Pennine                      | Valle d'Aosta         | E         |
| Sella Vittorio                 | 2.584   | Alpi Graie                        | Valle d'Aosta         | C         |
| Serristori Alfredo             | 2.721   | Alpi Retiche meridionali          | Trentino-Alto Adige   | C         |
| Soldini Montanaro Elisabetta   | 2.195   | Alpi Graie                        | Valle d'Aosta         | C         |
| Somma Lombardo                 | 2.561   | Alpi Lepontine                    | Piemonte              | C         |
| Sonino al Coldai               | 2.132   | Dolomiti                          | Veneto                | C         |
| Soria Ellena                   | 1.840   | Alpi Marittime e Prealpi di Nizza | Piemonte              | C         |
| Tagliaferri Nani               | 2.328   | Alpi e Prealpi Bergamasche        | Lombardia             | D         |
| Tazzetti Ernesto               | 2.642   | Alpi Graie                        | Piemonte              | C         |
| Teodulo                        | 3.317   | Alpi Pennine                      | Valle d'Aosta         | C         |
| Tonolini Franco                | 2.467   | Alpi Retiche meridionali          | Lombardia             | D         |
| Torino                         | 3.375   | Alpi Graie                        | Valle d'Aosta         | B         |
| Vaccarone Luigi                | 2.747   | Alpi Cozie                        | Piemonte              | D         |
| Vallanta                       | 2.450   | Alpi Cozie                        | Piemonte              | C         |
| Vandelli Alfonso               | 1.926   | Dolomiti                          | Veneto                | C         |
| Vazzoler Mario                 | 1.714   | Dolomiti                          | Veneto                | C         |
| Venezia                        | 1.947   | Dolomiti                          | Veneto                | C         |
| Venna alla Gerla               | 2.693   | Alpi dei Tauri occidentali        | Trentino-Alto Adige   | D         |
| Vicenza                        | 2.256   | Dolomiti                          | Trentino-Alto Adige   | C         |
| Vioz                           | 3.535   | Alpi Retiche meridionali          | Trentino-Alto Adige   | E         |
| Vittorio Emanuele II           | 2.732   | Alpi Graie                        | Valle d'Aosta         | C         |
| Volpi Giuseppe                 | 2.571   | Dolomiti                          | Veneto                | C         |
| Zamboni-Zappa                  | 2.070   | Alpi Pennine                      | Piemonte              | C         |
| Zilioli Tito                   | 2.250   | Appennino centrale                | Marche                | C         |
| Zsigmondy-Comici               | 2.224   | Dolomiti                          | Trentino-Alto Adige   | C         |